# Aristolochia truncata
Aristolochia truncata là một loài thực vật có hoa trong họ Aristolochiaceae. Loài này được Fielding & Gardner mô tả khoa học đầu tiên năm 1844.